# Wixon Valley
Wixon Valley is een plaats (city) in de Amerikaanse staat Texas, en valt bestuurlijk gezien onder Brazos County.

## Demografie
Bij de volkstelling in 2000 werd het aantal inwoners vastgesteld op 235.
In 2006 is het aantal inwoners door het United States Census Bureau geschat op 217, een daling van 18 (-7.7%).

## Geografie
Volgens het United States Census Bureau beslaat de plaats een oppervlakte van
4,7 km², waarvan 4,6 km² land en 0,1 km² water.

## Plaatsen in de nabije omgeving
De onderstaande figuur toont nabijgelegen plaatsen in een straal van 36 km rond Wixon Valley.